# Edmund Roßmann
Edmund "Paule" Roßmann (Caaschwitz, 11 de janeiro de 1918 — 4 de abril de 2005) foi um piloto de caça alemão da Luftwaffe e recebeu a Cruz de Cavaleiro da Cruz de Ferro durante a Segunda Guerra Mundial. Roßmann voou 640 missões e foi creditado com 93 vitórias aéreas.
Edmund Roßmann foi o líder de formação do primeiro voo de combate de Erich Hartmann.

## Carreira
Nascido em Caaschwitz, Alemanha, em 11 de janeiro de 1918, Roßmann, voluntariou-se para servir na Luftwaffe em 1937 e, após o término de seu treinamento, foi designado para servir como Unteroffizier junto ao 7./JG 52 (7º Staffel da Jagdgeschwader 52) em 1º março de 1940.
Com essa unidade "Paule" participaria da Blitzkrieg que arrasou a França, Holanda e Bélgica e, posteriormente, da Batalha da Grã-Bretanha. Foi sobre as gélidas águas do Canal da Mancha que ele se revelaria um piloto hábil, obtendo seis vitórias confirmadas (entre as quais um hidroavião) durante os combates contra a RAF.
Tendo se tornado um talentoso Rotten e Schwarmführer, ele seguiu sua unidade quando essa foi transferida para o leste para participar da invasão da União Soviética, que se iniciou em 22 de junho de 1941. Os mal treinados pilotos soviéticos não eram páreo para Roßmann e ele logo acumulou várias vitórias diante da Força Aérea Soviética. Condecorado com o Troféu de Honra da Luftwaffe em 6 de novembro de 1941, ele chegaria ao final de 1941 com 32 vitórias confirmadas.
Promovido a Feldwebel, Edmund Roßmann seria finalmente condecorado com a Cruz de Cavaleiro da Cruz de Ferro em 19 de março de 1942 quando já somava um total de 49 vitórias aéreas e 250 missões de combate completadas. Ele ficaria temporariamente afastado do fronte, entre março e junho de 1942, quando atuou como instrutor de voo junto ao Ergänzungs-Jagdgruppe Ost (Grupo de Reserva do Leste).
Retornando ao combate em julho de 1942, quando foi condecorado com a Cruz Germânica em 24 de julho de 1942, Roßmann continuaria a obter novas vitórias, derrubando seu 80º adversário em 29 de novembro de 1942. Foi justamente nessa época que ocorreu a infame estréia em combate do Leutnant Erich Hartmann.
Voando como Rottenflieger de Roßmann, na ansiedade de obter sua primeira vitória, o jovem piloto simplesmente abandonou seu líder e mergulhou contra a formação inimiga. Na confusão que se seguiu o afoito Leutnant não apenas não conseguiu abater nenhum inimigo como também quase alvejou o avião de Roßmann, fato que o levou a ser repreendido furiosamente pelo Gruppenkommandeur Major Hubertus von Bonin.
Em 9 de julho de 1943, enquanto voava em uma missão de reconhecimento e freie Jagd (caçada livre) na localidade de Belgorod, Roßmann viu seu colega Leutnant Seyler fazer um pouso forçado em território ocupado por forças soviéticas.
Paule então decidiu aterrissar sua aeronave próximo à de Seyler, na tentativa de efetuar um resgate mas, no meio da operação foram atacados pela infantaria soviética. Seyler foi morto e o avião de Roßmann, o Bf 109 G-6 (Werknummer 20154—número de fábrica) foi alvejado. Ferido, Roß mann fez um pouso forçado e foi capturado.
Embora tenha sido promovido a Leutnant no período em que ficou em cativeiro, Roßmann não seria libertado até outubro de 1949, quando foi repatriado. Tendo executado um total de 640 missões de combate durante a Segunda Guerra Mundial, ao longo da qual obteve 93 vitórias confirmadas, sendo que seis foram na Frente Ocidental. Edmund Roßmann faleceu na Alemanha no dia 4 de abril de 2005, aos 87 anos de idade.

## Condecorações
- Cruz de Ferro (1939)
  - 2ª classe
  - 1ª classe
- Cruz Germânica (22 de janeiro de 1942)[1]
- Troféu de Honra da Luftwaffe (17 de novembro de 1942)[2]
- Cruz de Cavaleiro da Cruz de Ferro (19 de março de 1942)[3][4]